# Xianyi
Xianyi (kinesiska: 咸宜) är en köping i sydvästra Kina. Den ligger i Chengkou härad i storstadsområdet Chongqing,  omkring 310 kilometer nordost om det centrala stadsdistriktet Yuzhong. Antalet invånare är 7 232. Befolkningen består av 3 508 kvinnor och 3 724 män. Barn under 15 år utgör 25,0 %, vuxna 15-64 år 63 %, och äldre över 65 år 11,0 %.